# Angel Beats! 1st Beat
Angel Beats! 1st Beat là visual novel Nhật Bản được phát triển bởi Key, nhãn hiệu của Visual Arts. Trò chơi phát hành vào ngày 26 tháng 6 năm 2015 cho Windows và phù hợp với mọi lứa tuổi. Trò chơi dựa trên loạt anime truyền hình dài tập Angel Beats! ra mắt vào năm 2010 do Maeda Jun lên ý tưởng. Câu chuyện lấy bối cảnh ở thế giới bên kia và xoay quanh góc nhìn của nhân vật Otonashi, chàng trai bị mất đi ký ức về cuộc đời mình sau khi chết. Anh ghi danh vào trường học ở thế giới bên kia và gặp cô gái tên là Yuri, cô mời anh tham gia SSS — một tổ chức do cô chỉ huy để chống lại Thượng Đế. Đối thủ mà SSS đối đầu là chủ tịch hội học sinh của trường có biệt danh là Thiên sứ (Angel), một cô gái có sức mạnh siêu nhiên.
Lối chơi của Angel Beats! là tương tác với cốt truyện phân nhánh để đi đến nhiều kịch bản khác nhau. Ban đầu Maeda định thiết kế Angel Beats! là game nhập vai, nhưng cuối cùng ông quyết định biến nó thành visual novel có yếu tố game phiêu lưu. Khi thiết kế trò chơi, Maeda không muốn đưa vào trò chơi những lựa chọn mà không có tác dụng gì, vì vậy những lựa chọn mà ông đưa vào sẽ có ảnh hưởng đến cốt truyện và tạo ra sự tương tác nhất định với nhân vật. 1st Beat được xếp hạng là game PC bán chạy nhất tại Nhật Bản vào thời điểm phát hành, và tiếp tục 2 lần lọt vào top 50 toàn quốc trong năm đó.

## Bối cảnh và lối chơi
Angel Beats! lấy bối cảnh ở thế giới bên kia, nơi được tạo ra để người chết học cách gạt bỏ vương vấn ở cuộc đời cũ để có thể siêu thoát và đầu thai. Họ có thể sống như người bình thường, chịu tổn thương vật lý đến mức có thể chết thêm lần nữa nhưng sau đó vẫn hồi sinh mà không có vết thương nào trên người. Những vật thể không có mặt từ đầu ở thế giới này có thể được tạo ra từ hư vô tùy vào sự hiểu biết về cấu trúc vật thể của người sáng tạo lúc họ còn sống. Vì lẽ đó mà vũ khí ở thế giới này rất da dạng từ đơn giản như vũ khí cận chiến cho đến phức tạp như súng cầm tay và chất nổ. Ngoài ra, chương trình máy tính của thế giới này có thể sử dụng để tạo ra thực tế hỗn hợp, chẳng hạn như sức mạnh siêu nhiên của Kanade thông qua chương trình Angel Player.
Nhân vật mà người chơi nhập vai là Otonashi Yuzuru. Lối chơi của visual novel phần lớn là đọc lời dẫn chuyện của Yuzuru và đối thoại giữa các nhân vật. Văn bản trong trò chơi được đi kèm với sprite nhân vật, đại diện cho người mà Otonashi nói chuyện trên nền cảnh. Xuyên suốt visual novel, người chơi sẽ bắt gặp tranh vẽ CG tại một số thời điểm nhất định trong câu chuyện, thay cho cảnh nền và sprite nhân vật. Cốt truyện của Angel Beats! là phân nhánh với nhiều kết thúc khác nhau, tùy vào lựa chọn của người chơi trong quá trình chơi mà cốt truyện sẽ đi theo một hướng cụ thể.
Trò chơi có 3 mạch truyện cho nhân vật Yui, Iwasawa Masami và Matsushita Godan. Trong suốt quá trình chơi, người chơi có nhiều lựa chọn và tiến trình văn bản sẽ tạm dừng tại những điểm này cho đến khi người chơi đưa ra lựa chọn. Để nắm được toàn bộ mạch truyện, người chơi sẽ phải chơi lại trò chơi nhiều lần và chọn các lựa chọn khác nhau để đi đến những mạch truyện đó. Tính năng bản đồ được đưa vào game cho phép người chơi tương tác với nhân vật theo bất kỳ yêu cầu nào họ chọn. Trò chơi còn có hệ thống thành tựu với số lượng là 200.

## Cốt truyện
Nhân vật chính Otonashi Yuzuru và những nhân vật khác là học sinh của trường cao trung chủ yếu toàn là học sinh "bình thường" và giáo viên được gọi là "NPC", những người không phải là con người thật, nhưng có vẻ ngoài trông giống vậy. Bên trong trường, các nhân vật thường tập trung tại văn phòng hiệu trưởng—trụ sở của Chiến tuyến sau cái chết (死んだ世界戦線, Shinda Sekai Sensen, (SSS)), một tổ chức chiến đấu chống lại Thượng đế vì uất ức với số phận tàn nhẫn mà họ phải gánh chịu ở cuộc đời cũ. Tại SSS có 1 ban nhạc toàn nữ tên là Girls Dead Monster làm nhiệm vụ đánh lạc hướng Thiên sứ và NPC, và 1 tổ chức đóng quân ở dưới lòng đất được gọi là Guild chuyên sản xuất vũ khí hàng loạt và cung cấp chúng cho SSS.
Otonashi được người sáng lập và lãnh đạo là Nakamura Yuri đề nghị tham gia SSS. SSS chiến đấu chống lại Tachibana Kanade, hay còn được gọi là Thiên sứ, hội trưởng hội học sinh của trường thế giới bên kia, người có trách nhiệm trấn áp các hoạt động gây rối mất trật tự của tổ chức. Mặc dù ban đầu SSS coi Kanade là kẻ thù của họ, Otonashi cuối cùng cũng kết bạn với cô và thuyết phục cô gia nhập SSS. Sau đó, Otonashi bắt đầu giúp các thành viên SSS khác vượt qua những hối tiếc trong cuộc đời cũ để hướng tới ngày mai tươi sáng hơn. Trong quá trình ấy, Otonashi dần trở nên thân thiết với họ và thấu hiểu họ. Mặc dù câu chuyện có thể chứa đựng yếu tố lãng mạn giữa Otonashi và từng nhân vật nữ chính, nhưng quá khứ và xung đột của các nhân vật không chỉ đơn giản là để kích thích yếu tố lãng mạn, mà còn mang đến ý nghĩa vượt xa cả lãng mạn.

## Phát triển và phát hành
Sau khi anime truyền hình dài tập Angel Beats! kết thúc vào tháng 6 năm 2010, Maeda Jun đã nói tại buổi giảng bài ở Đại học Kyoto vào tháng 11 năm 2010 rằng ông đã bắt đầu viết kịch bản cho trò chơi điện tử chuyển thể. Maeda tiếp tục phát triển dự án, dù vậy ông vẫn ưu tiên cho công việc khác mà ông đang tham gia vào thời điểm đó, khiến cho mãi đến tận tháng 9 năm 2013, trò chơi mới được công bố. Baba Takahiro, chủ tịch của Visual Arts, ban đầu định phát hành visual novel dưới dạng trò chơi điện tử nhiều tập, bất chấp việc Maeda nghi ngờ và phản đối ý tưởng này, nhưng Baba nói rằng ông sẽ chịu trách nhiệm cho bất kỳ chỉ trích của người hâm mộ. Một trong những lý do cho việc phát hành thành nhiều tập là do Angel Beats! có nhiều nhân vật và quy mô câu chuyện lớn. Baba nghĩ rằng sẽ mất ít nhất 5 năm để hoàn thành nếu người hâm mộ chờ đợi nó phát hành dưới dạng trò chơi đơn. Baba cũng cảm thấy rằng nếu chia trò chơi thành nhiều tập thì có thể tránh được tình trạng thời gian chơi quá dài.
Maeda chỉ đạo đội ngũ sản xuất với tư cách là nhà thiết kế trò chơi và một trong những người viết kịch bản. 2 nhà văn khác bao gồm Kai, người từng tham gia viết kịch bản cho Clannad (2004), và Kashida Leo, người từng viết kịch bản cho Tomoyo After: It’s a Wonderful Life (2005) và Little Busters! (2007). Ngoài việc mỗi nhà biên kịch phụ trách kịch bản của một số nhân vật nhất định, Maeda còn bổ trợ cho kịch bản mà Kai và Kashida viết. Khi thiết kế cốt truyện phân nhánh của trò chơi và những lựa chọn mà người chơi có thể thực hiện, Maeda không muốn đưa vào trò chơi những lựa chọn không có tác dụng gì, vì vậy những lựa chọn mà ông đưa vào sẽ có ảnh hưởng đến cốt truyện và tạo ra sự tương tác nhất định với nhân vật. Cốt truyện của 1st Beat bao hàm đến tập 9 của anime, có bổ sung thêm nội dung mới, trước khi phân nhánh thành từng mạch truyện nhân vật riêng biệt. Cốt truyện được thiết kế để phân nhánh trong cả những cảnh đặc biệt đi kèm với tranh CG lẫn những cảnh bình thường trước khi hội tụ về mạch truyện chung. Maeda ban đầu muốn thiết kế Angel Beats! là game nhập vai thay vì là visual novel có yếu tố game phiêu lưu. Maeda cũng cảm thấy rằng trò chơi nên được phát hành lần đầu trên PlayStation Vita.
Na-Ga từng thiết kế nhân vật cho anime gốc, và tiếp tục thiết kế nhân vật được đưa vào trong trò chơi này. Một số nghệ sĩ khác đã làm việc dưới sự giám sát của Na-Ga với mục đích ban đầu là giảm thời gian phát hành giữa các tập tiếp theo, bao gồm: Fuei Nazuki, Nagayama Yūnon, Sakuraba Juri và Suzuki Falco. 1st Beat tập trung vào việc vẽ nhiều tranh CG đến mức số lượng có thể ngang ngửa với Clannad, theo Baba thì đó là điều mà ông thấy kỳ quặc. Trò chơi hướng tới phù hợp với mọi lứa tuổi và ban đầu dự định chia thành 6 tập, Baba nhắm đặt lịch phát hành giữa các tập là khoảng 6 tháng. Tập đầu tiên được lên kế hoạch là có nhiều nội dung nhất và việc cài đặt các tập tiếp theo trên cùng một máy tính sẽ ghi đè một số cảnh nhất định trong 1st Beat. Tuy nhiên, theo lời bạt của tập 11 Angel Beats! Heaven's Door phát hành vào tháng 12 năm 2016, Maeda tiết lộ rằng các tập tiếp theo đã bị hủy bỏ, và nội dung dự định dành cho các tập game tương lai sẽ trở thành nền tảng cho manga Angel Beats! The Last Operation thay vào đó.
Bản demo miễn phí của 1st Beat có thể tải xuống tại trang web chính thức của Key vào ngày 15 tháng 5 năm 2015. 1st Beat ban đầu được lên kế hoạch phát hành vào ngày 29 tháng 5 năm 2015, nhưng sau đó dời ngày phát hành sang ngày 26 tháng 6 năm 2015, dưới dạng phiên bản giới hạn dành cho Windows. Phiên bản giới hạn đi kèm với 1 cuốn sách hướng dẫn chính thức dài 36 trang có tựa đề Shinda Sekai Sensen Katsudō Hōkokusho (死んだ世界戦線活動報告書), 1 album nhạc có tựa là Holy, 1 đĩa CD bao gồm các bản thu độc quyền của chương trình radio trên Internet tên là Angel Beats! SSS Radio, 1 miếng lót ly, 3 thẻ hiếm từ game di động Angel Beats! Operation Wars và thẻ khuyến mại cho trò chơi thẻ sưu tập Weiß Schwarz và ChaosTCG, mỗi trò chơi 1 thẻ. Bản patch dành cho 1st Beat được phát hành vào ngày 10 tháng 7 năm 2015. Phiên bản tiếng Anh chính thức của 1st Beat được thông báo sẽ phát triển vào năm 2016.

## Âm nhạc
Âm nhạc sử dụng trong visual novel được lấy từ 2 album và 2 đĩa đơn phát hành cho anime: Angel Beats! Original Soundtrack, Keep The Beats!, "Crow Song" và "Last Song". 1st Beat có 3 ca khúc chủ đề: 1 bài chủ đề mở đầu và 2 bài chủ đề kết thúc. Ca khúc chủ đề mở đầu là "Heartily Song" do Lia trình bày. Ca khúc chủ đề kết thúc đầu tiên là "Subete no Owari no Hajimari" (すべての終わりの始まり) do Suzuyu hát, và nó được sử dụng cho mạch truyện của Iwasawa và Matsushita. Ca khúc chủ đề kết thúc thứ 2 là "Ichiban no Takaramono (Yui ver.)" (一番の宝物) do LiSA thể hiện, và nó được sử dụng cho mạch truyện của Yui. 1st Beat cũng bao gồm 6 bài hát chèn vào game: "Crow Song", "Hot Meal", "Alchemy" và "My Song" do Marina hát; và "Thousand Enemies" và "My Soul, Your Beats! (Gldemo Ver.)" do LiSA hát. Đĩa đơn bao gồm cả "Heartily Song" và "Subete no Owari no Hajimari" được phát hành vào ngày 1 tháng 4 năm 2015. Những người đặt trước phiên bản giới hạn của 1st Beat sẽ nhận được 1 đĩa đơn độc quyền có tựa đề "Million Star" của ban nhạc Girls Dead Monster. Một album gồm các bản chuyển soạn piano của soundtrack trò chơi có tựa đề Holy tặng kèm với phiên bản giới hạn của 1st Beat được phát hành vào ngày 26 tháng 6 năm 2015.

## Đón nhận
Năm 2015, Angel Beats! 1st Beat 4 lần nằm trong top 10 trò chơi máy tính được đặt hàng trước nhiều nhất tại Nhật Bản. Trò chơi xếp ở vị trí thứ 7 vào tháng 2, thứ 5 vào tháng 3, và 2 lần ở vị trí thứ nhất vào tháng 4 và tháng 5. 1st Beat xếp vị trí thứ nhất trong bảng xếp hạng trò chơi máy tính bán chạy nhất Nhật Bản vào tháng 6 năm 2015, và tiếp tục nằm trong top 50 trò chơi máy tính bán chạy nhất tại Nhật Bản ở vị trí thứ 5 vào tháng 7 và vị trí thứ 20 vào tháng 8 năm 2015. Tạp chí trò chơi điện tử Nhật Bản PCpress báo cáo rằng 1st Beat bán chạy nhất so với bất kỳ trò chơi máy tính nào tại Nhật Bản trong nửa đầu năm 2015. Trong tháng phát hành, 1st Beat ra mắt ở vị trí thứ nhất trên bảng xếp hạng trò chơi bán chạy nhất của Getchu.com, nhà phân phối lớn các sản phẩm visual novel và anime trong nước, và ở vị trí thứ 12 vào tháng 7. Trò chơi còn xếp ở vị trí thứ 4 trên bảng xếp hạng trò chơi bán chạy nhất trong nửa đầu năm 2015 của Getchu.com.
Trong bài đánh giá trên Famitsu.com của Asaba Taiga, Angel Beats! 1st Beat được mô tả rằng nó không chỉ là trò chơi bổ trợ cho anime gốc, mà thay vào đó nó sử dụng nhân vật và bối cảnh để tạo ra một câu chuyện hoàn toàn mới, góp phần tạo ra một sức hấp dẫn đặc trưng xoay quanh các phiên bản riêng biệt của câu chuyện. Asaba lưu ý rằng chủ đề gia đình đã có trong anime tiếp tục được mở rộng cho từng nhân vật trong trò chơi này. Về lối chơi của game, Asaba cảm thấy khá khó khăn khi tìm đường đến mạch truyện nhân vật cụ thể, lưu ý rằng một thay đổi nhỏ trong cách phân nhánh mạch truyện có thể dẫn đến những thay đổi lớn đối với nhân vật. Asaba viết rằng cấu trúc của 1st Beat khiến cho nó là một trò chơi đúng nghĩa khi so sánh với những game phiêu lưu ra mắt vào thời điểm đó, vốn có ít sự lựa chọn hơn cho người chơi và cốt truyện ít phân nhánh hơn.